# Nuoto ai XIX Giochi asiatici - 200 metri dorso maschili
La gara dei 200 metri dorso maschili di nuoto ai XIX Giochi asiatici si è svolta il 29 settembre 2023, durante i XIX Giochi asiatici, presso l'Hangzhou Olympic Sports Expo Center.

## Podio
| Pos.    | Atleta            | Nazione       |
| ------- | ----------------- | ------------- |
| Oro     | Xu Jiayu          | Cina          |
| Argento | Lee Ju-ho         | Corea del Sud |
| Bronzo  | Hidekazu Takehara | Giappone      |

## Record
Prima della manifestazione il record del mondo (RM), il record asiatico (AS) e il record dei giochi (RC) erano i seguenti.
|  | 1'51"92 | Aaron Peirsol | 31 luglio 2009 Roma       |
|  | 1'52"52 | Ryōsuke Irie  | 31 luglio 2009 Roma       |
|  | 1'53"26 | Ryōsuke Irie  | 25 settembre 2014 Incheon |

Nel corso della competizione non sono stati migliorati.

## Programma
| Data              | Ora (UTC+8) | Turno    |
| ----------------- | ----------- | -------- |
| 29 settembre 2024 | 10:48       | Batterie |
| 29 settembre 2024 | 19:56       | Finale   |

## Risultati

### Batterie
| Pos. | Batteria | Atleta                      | Nazionalità   | Tempo   | Note |
| ---- | -------- | --------------------------- | ------------- | ------- | ---- |
| 1    | 2        | Hidekazu Takehara           | Giappone      | 1'59"78 |      |
| 2    | 1        | Lee Ju-ho                   | Corea del Sud | 1'59"82 |      |
| 3    | 3        | Xu Jiayu                    | Cina          | 2'00"04 |      |
| 4    | 2        | Tao Guannan                 | Cina          | 2'00"44 |      |
| 5    | 3        | Daiki Yanagawa              | Giappone      | 2'01"31 |      |
| 6    | 1        | Hayden Kwan                 | Hong Kong     | 2'02"58 |      |
| 7    | 1        | Advait Page                 | India         | 2'03"01 |      |
| 8    | 2        | Farrel Armandio Tangkas     | Indonesia     | 2'03"19 |      |
| 9    | 1        | Tonnam Kanteemool           | Thailandia    | 2'03"89 |      |
| 10   | 2        | Chuang Mu-lun               | Taipei cinese | 2'04"10 |      |
| 11   | 1        | Ratthawit Thammananthachote | Thailandia    | 2'04"57 |      |
| 12   | 3        | Zachary Ian Tan             | Singapore     | 2'04"99 |      |
| 13   | 2        | Zackery Tay Quan Long       | Singapore     | 2'05"29 |      |
| 14   | 3        | Tran Hung Nguyen            | Vietnam       | 2'06"81 |      |
| 15   | 3        | Srihari Nataraj             | India         | 2'07"19 |      |
| 16   | 2        | Hii Puong Wei               | Malaysia      | 2'07"55 |      |
| 17   | 3        | Yazan Bawwab                | Palestina     | 2'08"01 |      |
| 18   | 3        | Chan Tsz Chiu               | Hong Kong     | 2'11"81 |      |
| 19   | 1        | Abdalla Elghamry            | Qatar         | 2'13"92 |      |
| 20   | 3        | Khash-Erdene Tselmeg        | Mongolia      | 2'17"32 |      |
| 21   | 2        | Chan Si Chon                | Macao         | 2'19"51 |      |
| 22   | 1        | Ali Imaan                   | Maldive       | 2'22"88 |      |

### Finale
| Pos. | Atleta                  | Nazionalità   | Tempo   | Note |
| ---- | ----------------------- | ------------- | ------- | ---- |
|      | Xu Jiayu                | Cina          | 1'55"37 |      |
|      | Lee Ju-ho               | Corea del Sud | 1'56"54 |      |
|      | Hidekazu Takehara       | Giappone      | 1'57"63 |      |
| 4    | Daiki Yanagawa          | Giappone      | 1'58"37 |      |
| 5    | Tao Guannan             | Cina          | 1'59"25 |      |
| 6    | Farrel Armandio Tangkas | Indonesia     | 2'02"40 |      |
| 7    | Advait Page             | India         | 2'02"67 |      |
| 8    | Hayden Kwan             | Hong Kong     | 2'03"18 |      |